# Masterpiece (canción de Mami Kawada)
«Masterpiece» es el séptimo sencillo de la cantante de I've Sound, Mami Kawada, y fue publicado el nueve de febrero de 2009. la canción titular fue usada como segundo ópening de la serie de anime To Aru Majutsu no Index. Fue el primer sencillo de Mami Kawada producido totalmente por Maiko Iuchi, productora de I've.
La canción de cara B, «Jellyfish», fue usada de forma inserta en el vigésimo tercero capítulo de To Aru Majutsu no Index 
El sencillo salió en una edición de CD y DVD(GNCV-0013) y una edición regular de CD (GNCV-0014). El DVD contiene el video promocional de masterpiece.

## Canciones
1. «Masterpiece» -- 4:37
Letras: Mami Kawada
Composición y arreglos: Maiko Iuchi[2]
2. «Jellyfish» -- 4:26
Letras: Mami Kawada
Composición: Tomoyuki Nakazawa[2]
Arreglos: Tomoyuki Nakazawa, Takeshi Ozaki[2]
3. «Masterpiece» (instrumental) -- 4:37
4. «Jellyfish» (instrumental) -- 4:24

## Recepción
Alcanzó el duodécimo puesto en la lista Oricon de sencillos permaneciendo en lista durante 9 semanas.